# Языковой союз
Языково́й сою́з (нем. Sprachbund; немецкий термин, предложенный Трубецким, используется во многих языках без перевода) — особый тип общности языков, возникшей как результат контактного и конвергентного развития. Понятие языкового союза впервые явно сформулировал Н. С. Трубецкой в статье «Вавилонская башня и смешение языков» (1923).
Примеры языковых союзов:
- балканский языковой союз
- более широкий европейский языковой союз, к которым относятся языки «среднеевропейского стандарта»
- поволжский (волго-камский) языковой союз
- ирано-араксский языковой союз, охватывающий языки Южного Кавказа, восточной Турции, северного Ирака и северного Ирана[2]
- центрально-азиатский (гималайский) языковой союз
- палеоазиатский языковой союз
- мезоамериканский языковой союз
- нило-сахарский языковой союз
- океанийский языковой союз
- алтайские языки преобладающе рассматриваются как языковой союз

Высказывались также идеи «кавказского фонологического союза» (Трубецкой), «кавказского языкового союза» (Чирикба), «евразийского языкового союза» (Р. О. Якобсон).